# Seasons, Pt. 1
Seasons, Pt. 1 je studiové album česko-amerického hudebníka Jana Hammera. Vydáno bylo 20. července roku 2018. Jde o Hammerovu první dlouhohrající desku po čtyřiadvaceti letech – tu poslední, která dostala název Drive, vydal v roce 1994. Hammer prohlásil, že o albu uvažoval již šest či sedm let. Postupně střádal v hlavě nápady, až jich byl dostatek pro celé album. Úvodní skladba „Miami: Night“ byla inspirována technikami, které využíval režisér Michael Mann při natáčení seriálu Miami Vice – kvůli atmosféře postřikoval ulice vodou.

## Seznam skladeb
| Pořadí | Název           | Délka |
| ------ | --------------- | ----- |
| 1.     | Miami: Night    | 4:29  |
| 2.     | 68 Reasons      | 3:49  |
| 3.     | Ocean Drive     | 2:53  |
| 4.     | Suite European  | 4:42  |
| 5.     | Seasons         | 4:39  |
| 6.     | April           | 3:37  |
| 7.     | Winter Solstice | 4:56  |
| 8.     | New World II    | 3:11  |
| 9.     | Sanctuary       | 3:00  |
| 10.    | Suite Latin     | 3:25  |
| 11.    | Causeway Bridge | 2:10  |
| 12.    | Cyclone         | 3:01  |
| 13.    | It's Time       | 2:04  |